# Carl Benton Reid
Carl Benton Reid (* 14. August 1893 in Lansing, Michigan; † 16. März 1973 in Hollywood, Kalifornien) war ein US-amerikanischer Schauspieler.

## Leben
Carl Benton Reid studierte Drama am Carnegie Institute of Technology der Carnegie Mellon University in Pittsburgh. In den 1920er Jahren trat er mehrere Jahre im Cleveland Play House auf.
Seit Februar 1939 stand er in der Rolle des rücksichtslosen Geschäftsmannes Oscar Hubbard in Lillian Hellmans Stück The Little Foxes auf der Bühne, 1946 gehörte er zur Besetzung der Uraufführung von Eugene O’Neills Stück The Iceman Cometh und wurde für seine Leistung gelobt.
Sein Filmdebüt hatte er 1941 in Die kleinen Füchse, wo er seine Rolle vom Broadway übernahm. Bald wurde er zu einem gefragten Nebenrollendarsteller und arbeitete unter renommierten Regisseuren. Neben William Wyler (Die kleinen Füchse) waren dies unter anderem Michael Curtiz (The Story of Will Rogers, Sinuhe der Ägypter), Delmer Daves (Der letzte Wagen), William Dieterle (Tennessee Johnson, Tommy macht das Rennen), Edward Dmytryk (The Sniper, Die gebrochene Lanze, Die linke Hand Gottes), Lewis Milestone (The North Star, Mit Blut geschrieben), Nicholas Ray (Ein einsamer Ort), Douglas Sirk (Der Engel mit den blutigen Flügeln), John Sturges (Verrat im Fort Bravo), Richard Thorpe (Der große Caruso, Stärker als alle Ketten, Athena) und Jacques Tourneur (Wichita). Seine Lieblingsfilmrolle war die des Senators Clem Rogers in The Story of Will Rogers, der Filmbiografie über das Leben des Komikers Will Rogers.
Auch in den 1960er Jahren wirkte Reid noch vereinzelt in Filmen mit, war aber hauptsächlich in Fernsehserien zu sehen. Seine letzte Filmrolle war 1966 der Richter in Madame  X. Auch seine letzten Fernsehauftritte hatte er in diesem Jahr, jeweils eine Doppelfolge in den Serien Amos Burke und FBI. Insgesamt trat er in etwa 50 Filmen und über 100 Serienfolgen auf.
Er war bis zu seinem Tode mit Hazel Harrington verheiratet und hatte eine Tochter namens Shirley Jane.

## Filmografie

### Filme
- 1941: Die kleinen Füchse (The Little Foxes)
- 1942: Tennessee Johnson
- 1943: The North Star
- 1950: Ein einsamer Ort (In a Lonely Place)
- 1950: Verurteilt (Convicted)
- 1950: Seine Frau hilft Geld verdienen (The Fuller Brush Girl)
- 1951: Der große Caruso (The Great Caruso)
- 1951: Burg der Rache (Lorna Doone)
- 1951: Criminal Lawyer
- 1952: Teufel der weißen Berge (Indian Uprising)
- 1952: Tommy macht das Rennen (Boots Malone)
- 1952: Ein Baby kommt selten allein (The First Time)
- 1952: Der unsichtbare Schütze (The Sniper)
- 1952: Stärker als Ketten (Carbine Williams)
- 1952: Der Brigant (The Brigand)
- 1952: The Story of Will Rogers
- 1953: Verrat im Fort Bravo (Escape from Fort Bravo)
- 1954: Die siebente Nacht (The Command)
- 1954: Die gebrochene Lanze (Broken Lance)
- 1954: Sinuhe der Ägypter (The Egyptian)
- 1954: Athena
- 1955: Wichita
- 1955: Und wäre die Liebe nicht… (One Desire)
- 1955: Die linke Hand Gottes (The Left Hand of God)
- 1955: Mit roher Gewalt (The Spoilers)
- 1955: Atomic Energy as a Force for Good (Kurzfilm)
- 1956: Stunden des Terrors (A Day of Fury)
- 1956: Der letzte Wagen (The Last Wagon)
- 1957: Der Engel mit den blutigen Flügeln (Battle Hymn)
- 1957: Flammen über dem Silbersee (Spoilers of the Forest)
- 1957: Wenn Männer zerbrechen (Time Limit)
- 1958: Kampf auf Leben und Tod (The Last of the Fast Guns)
- 1958: Tarzans Kampf ums Leben (Tarzan’s Fight For Life)
- 1959: Die Falle von Tula (The Trap)
- 1959: Mit Blut geschrieben (Pork Chop Hill)
- 1960: Der Admiral (The Gallant Hours)
- 1962: Die Sprache der Gewalt (Pressure Point)
- 1963: Der häßliche Amerikaner (The Ugly American)
- 1966: Madame X

### Fernsehserien
- 1953–1955: Cavalcade of America (4 Folgen, 4 Rollen)
- 1953–1958: Ihr Star: Loretta Young (Letter to Loretta, 3 Folgen, 3 Rollen)
- 1955–1957: The 20th Century Fox Hour (4 Folgen, 4 Rollen)
- 1957: State Trooper (Folge 2x29)
- 1957–1961: Abenteuer im wilden Westen (Dick Powell’s Zane Grey Theater, 4 Folgen, 4 Rollen)
- 1957–1962: General Electric Theater (5 Folgen, 4 Rollen)
- 1958: Have Gun – Will Travel (Folge 1x24)
- 1958: Yancy Derringer (Folge 1x07)
- 1958–1959: Disneyland (3 Folgen)
- 1958–1959: Playhouse 90 (5 Folgen, 5 Rollen)
- 1958–1963: Perry Mason (4 Folgen, 4 Rollen)
- 1959: Rauchende Colts (Gunsmoke, Folge 4x19)
- 1959: Johnny Ringo (Folge 1x07)
- 1959,1961: Am Fuß der blauen Berge (Laramie, 3 Folgen, 3 Rollen)
- 1959,1962: Bonanza (2 Folgen, 2 Rollen)
- 1960: Wagon Train (Folge 3x22)
- 1960: Der zweite Mann (The Deputy, Folge 2x08)
- 1961: Lassie (Folge 8x01)
- 1961: Kein Fall für FBI (The Detectives, Folge 3x07)
- 1961,1964: Ben Casey (2 Folgen, 2 Rollen)
- 1962: Kleiner Zirkus in Gefahr (Frontier Circus, Folge 1x14)
- 1962,1964: The Dick Van Dyke Show (2 Folgen)
- 1963: Heute Abend Dick Powell (The Dick Powell Show, Folge 2x14)
- 1963: The Andy Griffith Show (Folge 3x15)
- 1963: Das große Abenteuer (The Great Adventure, Folge 1x08)
- 1963: Dr. Kildare (Folge 3x14)
- 1963–1965: Alfred Hitchcock zeigt (The Alfred Hitchcock Hour, 3 Folgen, 3 Rollen)
- 1964: Die Leute von der Shiloh Ranch (The Virginian, Folge 3x05)
- 1964: 12 O’Clock High (Folge 1x05)
- 1964,1965: Slattery’s People (2 Folgen)
- 1965–1966: Amos Burke (Burke’s Law, 16 Folgen)
- 1966: FBI (The F.B.I., 2 Folgen)